# Schobers test
Schobers test (efter Paul Schober 1865-1943) mäter rörlighet (flexion) i ryggraden. Testet används som del i utredningen av misstänkt spondylartrit, exempelvis ankyloserande spondylit.
Med patienten i upprätt läge märks spinalutskottet (processus spinosus) på 4:e lumbalkotan ut samt en referenspunkt 10cm kranialt (mot huvudet) om denna. Hur mycket avståndet mellan dessa två punkter ökar då patienten är maximalt framåtlutad anger mätvärdet för Schobers test. Normalt är ökningen över 5 cm då patienten kan nå golvet med fingrarna. Vid modifierad Schober markeras även en referenspunkt 5 cm caudalt (mot rumpan) om 4:e lumbalkotan och avståndet mellan denna och den översta punkten utgör då mätvärdet.